# Montana Grizzlies

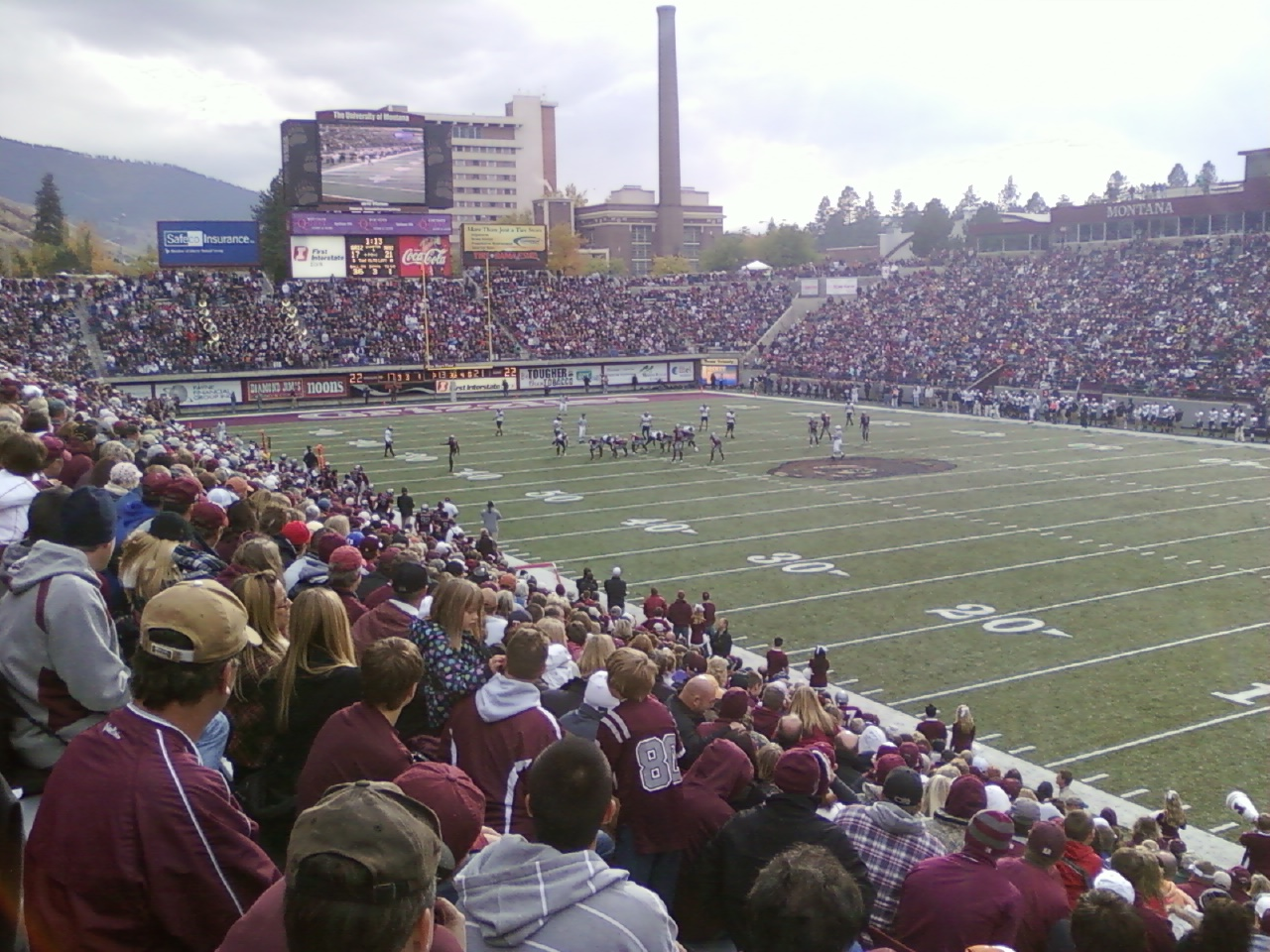
Washington-Grizzly Stadium.

Montana Grizzlies (español: Osos pardos de Montana) es el equipo deportivo de la Universidad de Montana - Missoula, situada en Missoula, Montana. Los equipos de los Grizzlies participan en las competiciones universitarias organizadas por la NCAA, y forma parte de la Big Sky Conference. A los equipos femeninos se les conoce como las Lady Griz.

## Programa deportivo
Los Grizzlies participan en las siguientes modalidades deportivas:
| - Masculino - Fútbol americano - Baloncesto - Cross - Atletismo - Tenis | - Femenino - Baloncesto - Cross - Golf - Fútbol - Tenis - Atletismo - Voleibol |

### Fútbol americano
El equipo de fútbol americano compite desde el año 1897. En todo este tiempo ha conseguido 15 títulos de conferencia a lo largo de su historia, y además ganó en 1995 y 2001 el título nacional de la Football Championship Subdivision (FCS).

### Baloncesto
En los últimos años ha despuntado el equipo de baloncesto, logrando llegar al torneo final de la NCAA en 2005 y 2006. Sólo 3 jugadores de los Grizzlies han llegado a la NBA, entre ellos el exentrenador de Milwaukee Bucks Larry Krystkowiak o el 4 veces All Star Micheal Ray Richardson.